# Sheldon (Iowa)
Sheldon é uma cidade localizada no estado americano de Iowa, no Condado de O'Brien e Condado de Sioux.

## Demografia
Segundo o censo americano de 2000, a sua população era de 4914 habitantes.
Em 2006, foi estimada uma população de 4872, um decréscimo de 42 (-0.9%).

## Geografia
De acordo com o United States Census Bureau tem uma área de
11,4 km², dos quais 11,4 km² cobertos por terra e 0,0 km² cobertos por água.

## Localidades na vizinhança
O diagrama seguinte representa as localidades num raio de 16 km ao redor de Sheldon.